# حمام قدمگاه
حمام قدمگاه مربوط به دوره قاجار است و در شهرستان نیشابور، مسیر جاده نیشابور به مشهد واقع شده و این اثر در تاریخ ۱۸ خرداد ۱۳۸۴ با شمارهٔ ثبت ۱۱۸۶۹ به‌عنوان یکی از آثار ملی ایران به ثبت رسیده است.